# Filmografie Petra Čepka
Filmografie Petra Čepka uvádí všechna filmová a televizní díla, ve kterých účinkoval herec Petr Čepek.

## Herecké role

### Film
| Rok  | Dílo                                              | Role                                                | Poznámka                                                               |
| ---- | ------------------------------------------------- | --------------------------------------------------- | ---------------------------------------------------------------------- |
| 1966 | Hotel pro cizince                                 | Petr Hudec                                          |                                                                        |
| 1967 | Údolí včel                                        | Ondřej                                              |                                                                        |
| 1967 | Konec agenta W4C prostřednictvím psa pana Foustky | Juan Alvarez                                        |                                                                        |
| 1968 | Ohlédnutí                                         | scenárista František Černý                          |                                                                        |
| 1969 | Zabil jsem Einsteina, pánové                      | Albert Einstein                                     |                                                                        |
| 1969 | Ezop                                              | Amazis                                              |                                                                        |
| 1969 | Adelheid                                          | Viktor Chotkovický, poručík v záloze                |                                                                        |
| 1970 | Nahota                                            | Drsňák                                              |                                                                        |
| 1971 | Smrt černého krále                                | Vili                                                |                                                                        |
| 1971 | Petrolejové lampy                                 | Pavel                                               |                                                                        |
| 1972 | V ponorkovém pásmu                                | námořník Scotty                                     |                                                                        |
| 1972 | Návraty                                           | Miroslav Vondra zvaný Slávek, Terezin bývalý manžel |                                                                        |
| 1972 | Morgiana                                          | Glenar                                              |                                                                        |
| 1974 | Motiv pro vraždu                                  | Třetí kapsář - Benda                                |                                                                        |
| 1975 | Škaredá dědina                                    | Vendel                                              |                                                                        |
| 1976 | Koncert pre pozostalých                           | Anti                                                | slovenská produkce                                                     |
| 1977 | Súkromá vojna                                     | Rub                                                 | slovenská produkce                                                     |
| 1978 | Tajemství Ocelového města                         | Filbank                                             |                                                                        |
| 1978 | Past na kachnu                                    | pumpař Ladan Richter                                |                                                                        |
| 1979 | Diagnóza smrti                                    | Tomáš Bártl                                         |                                                                        |
| 1979 | Poplach v oblacích                                | Orlando                                             |                                                                        |
| 1980 | Postřižiny                                        | mistr kominický de Giorgi, člen správní rady        |                                                                        |
| 1980 | Trhák                                             | produkční Šus                                       |                                                                        |
| 1980 | Zánik domu Usherů                                 | vypravěč                                            |                                                                        |
| 1981 | Noční jezdci                                      | financ Janoušek, bývalý dřevorubec                  |                                                                        |
| 1981 | Upír z Feratu                                     | Kříž                                                |                                                                        |
| 1982 | Páv není jediný                                   | vypravěč                                            |                                                                        |
| 1983 | Jára Cimrman ležící, spící                        | arcivévoda, Nývlt                                   |                                                                        |
| 1983 | O statečném kováři                                | Černý král                                          |                                                                        |
| 1983 | Putování Jana Amose                               | Mikuláš Drabík                                      |                                                                        |
| 1984 | Slavnosti sněženek                                | řezník                                              |                                                                        |
| 1984 | Tři veteráni                                      | Bimbác                                              |                                                                        |
| 1984 | Všichni musí být v pyžamu                         | Bohouš Fibich                                       |                                                                        |
| 1985 | Vesničko má, středisková                          | řidič Josef Turek                                   |                                                                        |
| 1985 | Prodloužený čas                                   | docent Antoš, onkolog                               |                                                                        |
| 1986 | Hry pro mírně pokročilé                           | tatínek                                             |                                                                        |
| 1986 | Kdo se bojí, utíká                                | vajda Mižikár                                       |                                                                        |
| 1986 | Krajina s nábytkem                                | akademický malíř Jaroslav Douda                     |                                                                        |
| 1986 | Smích se lepí na paty                             | hajný Fanda                                         |                                                                        |
| 1987 | Dobří holubi se vracejí                           | strýc Miloše Lexy Karel                             |                                                                        |
| 1987 | Mág.                                              | mistr popravčí a pohodný Leedvina                   |                                                                        |
| 1988 | Prokletí domu Hajnů                               | strýc Cyril                                         |                                                                        |
| 1989 | Cesta na Jihozápad                                | zlatokop O´Brien                                    |                                                                        |
| 1989 | Kainovo znamení                                   | kapitán Truxa                                       |                                                                        |
| 1989 | Skřivánčí ticho                                   | funkcionář Venda                                    |                                                                        |
| 1990 | Byli jsme to my?                                  | herec Jiří Koval                                    |                                                                        |
| 1990 | Křížová vazba                                     | Grulich                                             |                                                                        |
| 1990 | Svědek umírajícího času                           | Jan Jesenius                                        |                                                                        |
| 1991 | Obecná škola                                      | fakír Josef Mrázek alias Rádži Tamil                |                                                                        |
| 1992 | ...a odpusť jim jejich viny                       | ing. Drakl, ředitel chemické továrny                |                                                                        |
| 1993 | Záhada hlavolamu                                  | vypravěč                                            |                                                                        |
| 1994 | Díky za každé nové ráno                           | slavný spisovatel                                   |                                                                        |
| 1994 | Lekce Faust                                       | Faust/Mefistofeles                                  | Český lev za nejlepší mužský herecký výkon v hlavní roli (in memoriam) |

### Televizní inscenace a filmy
| Rok  | Dílo                                | Role                          | Poznámka                |
| ---- | ----------------------------------- | ----------------------------- | ----------------------- |
| 1960 | Duhu pro můj den                    | Přemek                        |                         |
| 1961 | Vyvolení                            | neurčeno                      |                         |
| 1963 | Milenci z kiosku                    | Andreas                       | divadelní představení   |
| 1965 | Voják Tanaka                        | neurčeno                      |                         |
| 1966 | Matka                               | neurčeno                      |                         |
| 1967 | Trojská válka nebude                | neurčeno                      |                         |
| 1967 | Krutost                             | neurčeno                      |                         |
| 1970 | Tulákona                            | neurčeno                      |                         |
| 1970 | Agent z Vadúzu                      | neurčeno                      |                         |
| 1971 | Řemeslo urozených                   | neurčeno                      |                         |
| 1971 | Revizor                             | podomek                       | divadelní představení   |
| 1971 | Babička                             | černý myslivec                |                         |
| 1972 | Cestující se připraví k odletu      | Jiří                          |                         |
| 1972 | Dotek motýla                        | cizinec                       |                         |
| 1972 | Porážka                             | Moroska                       | televizní hra           |
| 1973 | Černá jáma                          |                               |                         |
| 1973 | Podivín                             |                               |                         |
| 1973 | Toulavý Engelbert                   | šašek                         |                         |
| 1973 | Ze života hmyzu                     |                               |                         |
| 1974 | Eskalapův přístav                   | poručík Pavel Darmaga         |                         |
| 1974 | Jak přijít o život                  | Nauman                        |                         |
| 1974 | Zvíkovský rarášek                   | Mikuláš Dačický z Heslova     |                         |
| 1975 | Čtyři zlaté prýmky                  | kolega Karel Formánek         |                         |
| 1975 | Muži jdou ve tmě                    |                               |                         |
| 1976 | Akce Býčí oko                       | Jan Palec                     |                         |
| 1976 | Bílá růže                           |                               |                         |
| 1976 | Rok má šest dní                     | Inženýr Valeš                 |                         |
| 1977 | Jak zničit vlastní mužstvo          | dr. Naumann                   |                         |
| 1977 | Láska poručíka Bentze               |                               |                         |
| 1977 | Nikola Šuhaj loupežník              | Nikola Šuhaj                  |                         |
| 1977 | Poslední zkouška                    | Mirek, Věřin manžel           |                         |
| 1977 | Ráno budeme moudřejší               | architekt Honza               |                         |
| 1977 | Vzkříšení                           |                               |                         |
| 1978 | Pohádka o ebenovém koni             | kupec Damián                  |                         |
| 1978 | Pracka v lahvi                      | Wesley                        |                         |
| 1978 | Přitažlivost země                   |                               |                         |
| 1978 | Slečna Rajka                        | Roknič                        |                         |
| 1979 | Ráno pod mesiacom                   | Marko                         |                         |
| 1980 | Had z ráje                          | František Krumlovský          | televizní hra           |
| 1980 | Loupežnická pohádka                 | loupežník Hmaták              |                         |
| 1980 | Lovec                               |                               |                         |
| 1980 | Najatý klaun                        | sedlák Michal Caban           |                         |
| 1980 | Rozednění                           | Ondra                         |                         |
| 1981 | Hraj, jak kvetou stromy             | otec Evy                      |                         |
| 1981 | Kamenný orchestr                    |                               |                         |
| 1981 | Sluníčko na houpačce                | tatínek Stibor                |                         |
| 1981 | Ten, který dostává políčky          | Alfréd Besano, žokej          |                         |
| 1981 | Tři v tom                           | Horation                      | divadelní představení   |
| 1982 | Jasnovidec                          | princ Karandagh               |                         |
| 1982 | Portrét                             | Alfréd Kalvoda                |                         |
| 1983 | Společnost s ručením omezeným       | indián                        |                         |
| 1984 | Bitva na kopci                      | Jarin                         |                         |
| 1985 | Křídlovka pro Majoránka             | Mašek                         |                         |
| 1985 | Mít někoho do deště                 | Honzův otec                   |                         |
| 1985 | Revue za šest korun                 | průvodčí                      |                         |
| 1985 | Věčný Faust                         | Faust                         |                         |
| 1986 | Horečka                             |                               | televizní hra           |
| 1986 | Philippe de Monte - Zdrženlivý vlám |                               |                         |
| 1987 | Fanynka                             | Filípek                       |                         |
| 1987 | Ohňostroj v Aspern                  | princ Adalbert z Rottersteinu |                         |
| 1987 | Výpověď                             |                               |                         |
| 1987 | Zatmění všech sluncí                | vyšetřovatel                  |                         |
| 1987 | Zrcadlo nenávisti                   | chiromant Janza               |                         |
| 1991 | Honorární konzul                    |                               |                         |
| 1991 | Lhát se nemá, princezno!            | král                          |                         |
| 1991 | Sokratův podzim                     | malíř Kubeš                   |                         |
| 1992 | Nositel neštěstí                    |                               |                         |
| 1992 | Šťastlivec Sulla                    | Furius                        |                         |
| 1992 | Z noci do svítání                   |                               |                         |
| 1992 | Život a dílo skladatele Foltýna     | klavírista Kanner             |                         |
| 1998 | Kázání rybám                        | Bernard Mahler                | vydáno až po jeho smrti |

### Seriály
| Rok  | Dílo                         | Role                            | Poznámka                               |
| ---- | ---------------------------- | ------------------------------- | -------------------------------------- |
| 1974 | Byl jednou jeden dům         | promítač Adolf Svárovský        |                                        |
| 1975 | Straty a nálezy              | Pavel                           |                                        |
| 1975 | Bakaláři                     |                                 | 4. série, 24. díl                      |
| 1977 | Pan Tau                      | kouzelník Orlando               | 3. a 4. díl                            |
| 1982 | Bocianie hniezdo             | Petričko                        |                                        |
| 1983 | Lékař umírajícího času       | Jan Jessenius                   | do slovenštiny jej dabuje Milan Kňažko |
| 1984 | Bambinot                     | Frank Williams, generální fyzik |                                        |
| 1985 | Synové a dcery Jakuba skláře | Vincek Krupka                   | od 4. dílu                             |
| 1986 | Malý pitaval z velkého města | Aleš Klika                      | 14. díl                                |
| 1988 | Druhý dech                   | traktorista Vojta Šestera       |                                        |
| 1988 | Přejděte na druhou stranu    | Kobr                            |                                        |
| 1989 | Dobrodružství kriminalistiky | William Ryan                    | 5. díl                                 |
| 1989 | Dlouhá míle                  | trenér Hanák                    | 4. a 5. díl                            |
| 1991 | Wolfgang A. Mozart           |                                 |                                        |

## Dabingové role
| Rok  | Dílo              | Herec               | Role        | Poznámka |
| ---- | ----------------- | ------------------- | ----------- | -------- |
| 1971 | Princ Bajaja      | František Velecký   | černý princ |          |
| 1978 | Kočičí princ      | Winfried Glatzeder  | Albert      |          |
| 1979 | Horudbal          | Sándor Oszter       | Štěpán      |          |
| 1984 | Prorokovo oko     | Franciszek Trzeciak | Kajdasz     |          |
| 1985 | Prokletí          | Franciszek Trzeciak | Kajdasz     |          |
| 1987 | Devět kruhů pekla | Milan Kňažko        | Tomáš       |          |